# Darien, Illinois
Darien är en stad (city) i DuPage County, i delstaten Illinois, USA. Enligt United States Census Bureau har staden en folkmängd på 22 241 invånare (2011) och en landarea på 16 km².